# Emilio Bitar Alatorre
Wadih Emilio Bitar Alatorre (Guadalajara, México; 15 de septiembre de 1951) es un cirujano ortopedista y traumatólogo mexicano, es una de las figuras más reconocidas e importantes de la medicina ortopédica en el mundo. Como profesor y estudiante ha participado en distintos programas especiales en Suiza y en Austria, así como en cursos e investigaciones en algunas de las mejores universidades de Europa: el Hospital Karolinska en Estocolmo, Suecia; Hospital de Orthopadische Klinik Harlaching en Múnich, Alemania; y el Hospital RKU en la Universidad de Ulm, Alemania.

## Biografía
Egresado de la Escuela de Medicina de la Universidad Autónoma de Guadalajara en 1975, y titulado por la Universidad Nacional Autónoma de México UNAM, el Dr. Bitar dedicó desde muy joven su tiempo y esfuerzo a la especialidad en Ortopedia y Traumatología en el Centro Médico Nacional de Occidente de México.
Sus múltiples posgrados incluyen Cirugía de Columna, Microcirugía, Cirugía Artroscópica y de tumores óseos. De igual forma, posee los títulos de Maestría y Doctorado en Ciencias Médicas, otorgados por la Facultad de Medicina de la Universidad de Colima, además de ser de los primeros ortopedistas que recibiera este título en México. Después de concluir su Doctorado hizo una larga estancia posdoctoral en la Unidad de Columna de Orthopadische Kilinik Harlaching en Múnich, Alemania.
Sus investigaciones en lesiones de médula espinal y su trabajo como investigador asociado y miembro del Sistema Nacional de Investigadores, han hecho que la labor del Dr. Bitar sea considerada una pauta para la mayoría de las Universidades con especialidades en Traumatología en la Unión Europea. Actualmente es Jefe de la División de Neuro-Músculo-Esquelético del Hospital de Especialidades del Centro Médico Nacional de México, Unidad Médica de Alta Especialidad (UMAE) del Instituto Mexicano del Seguro Social.
En su trayectoria ha sido acreedor a numerosos reconocimientos, como el primer lugar nacional de la Universidad de Texas, en un Congreso de la Asociación Mexicana de Ortopedia y Traumatología; primer lugar nacional como Jefe de Departamento Clínico en Guadalajara, México; primer lugar por la Sociedad Latinoamericana de Ortopedia y Traumatología en Cartagena de Indias, Colombia; primer lugar en investigación médica en Colima, México; y el premio “Pedro Sarquis Merrewe” por la mejor publicación en la modalidad de enfermedades neuro-degenerativas en México, por mencionar sólo algunos.
Asimismo, el Dr. Bitar es miembro de las siguientes organizaciones:
- Cirujano Ortopedista del Hospital Ángeles del Carmen, Guadalajara, México.
- Miembro de AO SPINE Latinoamérica, desde 2010.
- Miembro del Colegio de Ortopedia de Jalisco, México.
- Miembro de la Asociación Mexicana de Ortopedia y Traumatología (AMOT).
- Miembro fundador de la Asociación Mexicana de Cirugía de Rodilla y Artroscopía (AMECRA), en 1987.
- Miembro de la Sociedad Europea de Traumatología Deportiva, Cirugía de Rodilla y Artroscopía (ESSKA), desde 1988.
- Miembro de la Asociación Mexicana de Cirugía Experimental, Fundación de Occidente (AMCE), desde 1996.
- Miembro fundador de la Asociación Mexicana de Cirugía de Cadera en marzo del 2000.
- Miembro de la Sociedad Internacional de Cirugía Ortopédica y Traumatología (SICOT), desde el año 2000.
- Miembro de The New York Academy of Sciences desde el año 2008.

## Publicaciones
El Dr. Bitar ha publicado su trabajo en algunas de las más prestigiadas revistas médicas del mundo, en donde describe sus extensas investigaciones en la reparación de columna vertebral, microcirugía vascular y patología genética, tales como:
- European Spine Journal
- Archives of Medical Research
- Neurochemistry International Journal
- Clinical Genetics
- Genetics
- Clinical Imaging
- Pediatric and Developmental Pathology
- Neuroscience Letters